# University Rover Challenge

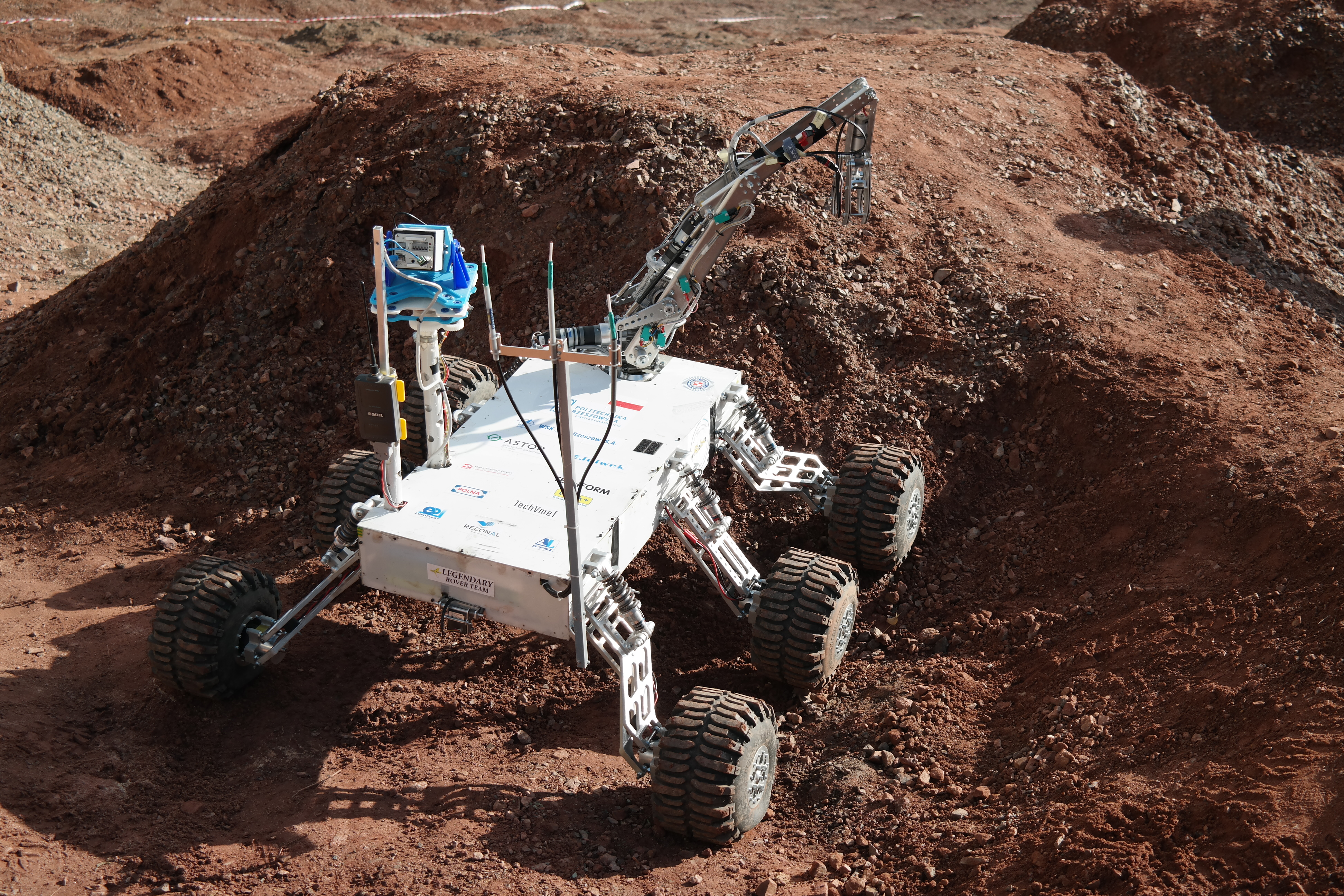
Переможець 2015 р. від команди «Legendary Rover Team» із Ряшівської політехніки ім. Ігнатія Лукасевича

University Rover Challenge (URC) (укр. «Змагання університетських планетоходів») — це міжнародний конкурс, організований Марсіанським товариством для змагання планетоходів, спроектованих і побудованих студентами університетів і коледжів з усього світу, який щорічно проводиться в США. Ці змагання, як і їх європейський аналог — European Rover Challenge, належать до ліги найпрестижніших робототехнічних змагань у світі.

## Мета та основні цілі конкурсу
Метою конкурсу є заохочення майбутніх інженерів та науковців до опанування знань і до отримання практичних навичок та до стремління реалізувати їх у самостійних розробках робототехніки і у розвитку технологій дослідження планет та інших астрономічних об'єктів.
Основним завданням для конкурсантів є проектування, розроблення, виготовлення, випробування та доведення конструкцій марсоходів, здатних долати значні відстані по пересіченій місцевості, наближеній до марсіанської, та виконувати завдання, передбачені сценаріями конкурсу. Сценарії розробляються, виходячи із тих гіпотетичних завдань, які можуть виникнути у процесі колонізації Марса.
Конкурентна атмосфера змагання має на меті стимулювати творчий процес зі створення марсоходів, щоб їх можливості, характеристики та застосовані технології були найкращими і, разом з тим, порівняно низьковартісними і технологічними як у виготовленні, так і у експлуатації, у ремонті та у переналагоджуванні.
Також, важливою ціллю є надання можливості творчим студентським колективам оцінити власні можливості та технічні рішення своїх суперників та надання можливостей знайомства і зближення талановитих студентських колективів із усього світу.

## Місце проведення
Конкурс проводиться на території науково-дослідної станції «Mars Desert Research Station», за межами поселення Ганксвілль у штаті Юта. Місцевість була обрана організаторами конкурсу з огляду на географічну подібність із рельєфом поверхні Марса, та того, що ґрунт в цьому районі має хімічний склад практично ідентичний до марсіанського ґрунту.

## Завдання конкурсу
У ході змагань планетоходи повинні успішно виконати конкурсні завдання, передбачені сценарієм конкурсної програми. Правилами передбачені такі основні чотири типи завдань:
- дослідження, включаючи вивчення району з точки зору планетарної геології і можливості життя, відбирання та аналізування проб, відбирання та повернення зразків для подальшого аналізування;
- транспортування вантажів обмеженої маси, монтування конструкцій, приведення у робочий стан, обслуговування та налагоджування, заправлення паливом і окиснювачем та запуск обладнання, коли робот замінює людину;
- виконання рятувальних місій — пошук проблемних астронавтів, транспортування необхідних для їх порятунку чи для роботи інструментів, засобів і обладнання, надання допомоги у налагодженні радіозв'язку із базою;
- водіння марсоходів по пересіченій місцевості та орієнтування на місцевості, пошук і проходження контрольних точок (у вигляді воріт та/або коридорів фіксованої ширини) як за допомогою дистанційного керування, так і автономно.

Для кожного виду завдання розробляються конкретні сценарії.
Кожне завдання оцінюють за 100-бальною шкалою. Судді оцінюють сам факт виконання завдань, а також, повноту і якість їх виконання. За порушення регламенту конкурсу та умов виконання завдань передбачені штрафи. Окрім цих завдань також оцінюється і презентація команди за 100-бальною шкалою. Таким чином, команда у разі успішного виконання усіх завдань і блискучої презентації може набрати максимально 500 балів.

## Коротка історія змагань і їх переможці
Зазвичай, усі змагання проводяться переважно у літньо-весняний період. Перші змагання відбулися 2 червня 2007 року, у яких брали участь чотири команди університетів США.
| Рік  | Сценарій/завдання | Місце | Команди-переможці                            | Держава |
| ---- | --- | ----- | -------------------------------------------- | ------- |
| 2007 | - Дистанційне керування: подолати маршрут по пересіченій місцевості; - Монтажний: розгорнути ретранслятор; - Пошук життя: дослідити задану зону для виявлення можливих ознак життя. | 1     | Університет Невади в Ріно                    | США     |
| 2007 | - Дистанційне керування: подолати маршрут по пересіченій місцевості; - Монтажний: розгорнути ретранслятор; - Пошук життя: дослідити задану зону для виявлення можливих ознак життя. | 2     | Університет Бригам Янг                       | США     |
| 2007 | - Дистанційне керування: подолати маршрут по пересіченій місцевості; - Монтажний: розгорнути ретранслятор; - Пошук життя: дослідити задану зону для виявлення можливих ознак життя. | 3     | Каліфорнійський університет у Лос-Анджелесі  | США     |
| 2008 | - Рятувальна місія: пошук «загубленого астронавта», заданого GPS-координатами; - геологічний дослідити характеристики ґрунтів із визначенням pH-рівнів; - Будівельний: закрутити чи викрутити 12 болтів на двох розташованих під різними кутами панелях; - Пошук життя: дослідити задану зону для виявлення можливих ознак життя (як і минулого року). | 1     | Університет штату Орегон                     | США     |
| 2008 | - Рятувальна місія: пошук «загубленого астронавта», заданого GPS-координатами; - геологічний дослідити характеристики ґрунтів із визначенням pH-рівнів; - Будівельний: закрутити чи викрутити 12 болтів на двох розташованих під різними кутами панелях; - Пошук життя: дослідити задану зону для виявлення можливих ознак життя (як і минулого року). | 2     | Університет Невади в Ріно                    | США     |
| 2008 | - Рятувальна місія: пошук «загубленого астронавта», заданого GPS-координатами; - геологічний дослідити характеристики ґрунтів із визначенням pH-рівнів; - Будівельний: закрутити чи викрутити 12 болтів на двох розташованих під різними кутами панелях; - Пошук життя: дослідити задану зону для виявлення можливих ознак життя (як і минулого року). | 3     | Йоркський університет                        | Канада  |
| 2009 | - Рятувальна місія: пошук «загубленого астронавта», заданого GPS-координатами; - Дистанційне керування: розшукати розкидані у пустелі пости; - Будівельний: закрутити чи викрутити 12 болтів на двох розташованих під різними кутами панелях; - Пошук життя: дослідити задану зону для виявлення екстремофілів. | 1     | Йоркський університет                        | Канада  |
| 2009 | - Рятувальна місія: пошук «загубленого астронавта», заданого GPS-координатами; - Дистанційне керування: розшукати розкидані у пустелі пости; - Будівельний: закрутити чи викрутити 12 болтів на двох розташованих під різними кутами панелях; - Пошук життя: дослідити задану зону для виявлення екстремофілів. | 2     | Університет Бригам Янг                       | США     |
| 2009 | - Рятувальна місія: пошук «загубленого астронавта», заданого GPS-координатами; - Дистанційне керування: розшукати розкидані у пустелі пости; - Будівельний: закрутити чи викрутити 12 болтів на двох розташованих під різними кутами панелях; - Пошук життя: дослідити задану зону для виявлення екстремофілів. | 3     | Університет Невади в Ріно                    | США     |
| 2010 | - Рятувальна місія: знайти «астронавта» та доставити пакет; - Обслуговування обладнання: прочитати інструкцію із списку команд та крок за кроком виконати їх у зазначеній послідовності, заставляючи планетохід натискати клавіші, вмикати і вимикати перемикачі, приєднувати та від'єднувати електричні з'єднувачі; - Відбір та доставка проб: знайти розташування зони із ознаками наявності екстремофілів, відібрати зразки та доставити їх на базову станцію для подальшого аналізування. - Дистанційне керування: розшукати розкидані у пустелі пости та пройти їх, керуючи марсоходом дистанційно; | 1     | Університет штату Орегон                     | США     |
| 2010 | - Рятувальна місія: знайти «астронавта» та доставити пакет; - Обслуговування обладнання: прочитати інструкцію із списку команд та крок за кроком виконати їх у зазначеній послідовності, заставляючи планетохід натискати клавіші, вмикати і вимикати перемикачі, приєднувати та від'єднувати електричні з'єднувачі; - Відбір та доставка проб: знайти розташування зони із ознаками наявності екстремофілів, відібрати зразки та доставити їх на базову станцію для подальшого аналізування. - Дистанційне керування: розшукати розкидані у пустелі пости та пройти їх, керуючи марсоходом дистанційно; | 2     | Йоркський університет                        | Канада  |
| 2010 | - Рятувальна місія: знайти «астронавта» та доставити пакет; - Обслуговування обладнання: прочитати інструкцію із списку команд та крок за кроком виконати їх у зазначеній послідовності, заставляючи планетохід натискати клавіші, вмикати і вимикати перемикачі, приєднувати та від'єднувати електричні з'єднувачі; - Відбір та доставка проб: знайти розташування зони із ознаками наявності екстремофілів, відібрати зразки та доставити їх на базову станцію для подальшого аналізування. - Дистанційне керування: розшукати розкидані у пустелі пости та пройти їх, керуючи марсоходом дистанційно; | 3     | Білостоцька політехніка                      | Польща  |
| 2011 | - Рятувальна місія: доставити пакети декільком «астронавтам»; - Обслуговування обладнання: прочитати інструкцію із списку команд та крок за кроком виконати їх у зазначеній послідовності, заставляючи планетохід натискати клавіші, вмикати і вимикати перемикачі, приєднувати та від'єднувати електричні з'єднувачі; - Відбір та доставка проб: знайти розташування зони із ознаками наявності екстремофілів, відібрати зразки та доставити їх на базову станцію для подальшого аналізування. - Дистанційне керування: розшукати розкидані у пустелі пости та пройти їх, керуючи марсоходом дистанційно; | 1     | Білостоцька політехніка                      | Польща  |
| 2011 | - Рятувальна місія: доставити пакети декільком «астронавтам»; - Обслуговування обладнання: прочитати інструкцію із списку команд та крок за кроком виконати їх у зазначеній послідовності, заставляючи планетохід натискати клавіші, вмикати і вимикати перемикачі, приєднувати та від'єднувати електричні з'єднувачі; - Відбір та доставка проб: знайти розташування зони із ознаками наявності екстремофілів, відібрати зразки та доставити їх на базову станцію для подальшого аналізування. - Дистанційне керування: розшукати розкидані у пустелі пости та пройти їх, керуючи марсоходом дистанційно; | 2     | Йоркський університет                        | Канада  |
| 2011 | - Рятувальна місія: доставити пакети декільком «астронавтам»; - Обслуговування обладнання: прочитати інструкцію із списку команд та крок за кроком виконати їх у зазначеній послідовності, заставляючи планетохід натискати клавіші, вмикати і вимикати перемикачі, приєднувати та від'єднувати електричні з'єднувачі; - Відбір та доставка проб: знайти розташування зони із ознаками наявності екстремофілів, відібрати зразки та доставити їх на базову станцію для подальшого аналізування. - Дистанційне керування: розшукати розкидані у пустелі пости та пройти їх, керуючи марсоходом дистанційно; | 3     | Університет штату Орегон                     | США     |
| 2012 | - Рятувальна місія: доставити пакети декільком «астронавтам», включаючи і тих, які за межами прямого радіозв'язку; - Обслуговування обладнання: очистити від пилу сонячні панелі, перевірити напругу та під'єднати до мережі споживачів; - Відбір та доставка проб: знайти розташування зони із ознаками наявності екстремофілів, відібрати зразки та доставити їх на базову станцію для подальшого аналізування. - Дистанційне керування: розшукати розкидані у пустелі пости та пройти їх; | 1     | Йоркський університет                        | Канада  |
| 2012 | - Рятувальна місія: доставити пакети декільком «астронавтам», включаючи і тих, які за межами прямого радіозв'язку; - Обслуговування обладнання: очистити від пилу сонячні панелі, перевірити напругу та під'єднати до мережі споживачів; - Відбір та доставка проб: знайти розташування зони із ознаками наявності екстремофілів, відібрати зразки та доставити їх на базову станцію для подальшого аналізування. - Дистанційне керування: розшукати розкидані у пустелі пости та пройти їх; | 2     | Університет Бригам Янг                       | США     |
| 2012 | - Рятувальна місія: доставити пакети декільком «астронавтам», включаючи і тих, які за межами прямого радіозв'язку; - Обслуговування обладнання: очистити від пилу сонячні панелі, перевірити напругу та під'єднати до мережі споживачів; - Відбір та доставка проб: знайти розташування зони із ознаками наявності екстремофілів, відібрати зразки та доставити їх на базову станцію для подальшого аналізування. - Дистанційне керування: розшукати розкидані у пустелі пости та пройти їх; | 3     | Корнелльський університет                    | США     |
| 2013 | - Рятувальна місія: доставити пакети декільком «астронавтам», включаючи і тих, які за межами прямого радіозв'язку; - Обслуговування обладнання: очистити від пилу сонячні панелі, перевірити напругу та під'єднати до мережі споживачів; - Відбір та доставка проб: знайти розташування зони із ознаками наявності екстремофілів, відібрати зразки та доставити їх на базову станцію для подальшого аналізування. - Долання територій: керуючи марсоходом дистанційно, подолати кам'янисті гряди, річкові яри та круті пагорби; | 1     | Білостоцька політехніка                      | Польща  |
| 2013 | - Рятувальна місія: доставити пакети декільком «астронавтам», включаючи і тих, які за межами прямого радіозв'язку; - Обслуговування обладнання: очистити від пилу сонячні панелі, перевірити напругу та під'єднати до мережі споживачів; - Відбір та доставка проб: знайти розташування зони із ознаками наявності екстремофілів, відібрати зразки та доставити їх на базову станцію для подальшого аналізування. - Долання територій: керуючи марсоходом дистанційно, подолати кам'янисті гряди, річкові яри та круті пагорби; | 2     | Вроцлавська політехніка                      | Польща  |
| 2013 | - Рятувальна місія: доставити пакети декільком «астронавтам», включаючи і тих, які за межами прямого радіозв'язку; - Обслуговування обладнання: очистити від пилу сонячні панелі, перевірити напругу та під'єднати до мережі споживачів; - Відбір та доставка проб: знайти розташування зони із ознаками наявності екстремофілів, відібрати зразки та доставити їх на базову станцію для подальшого аналізування. - Долання територій: керуючи марсоходом дистанційно, подолати кам'янисті гряди, річкові яри та круті пагорби; | 3     | Університет Бригам Янг                       | США     |
| 2014 | - Рятувальна місія: доставити інструменти «астронавтам», включаючи ретранслятор, щоб надати можливість передати радіосигнал астронавту, який є за межами прямого радіозв'язку; - Обслуговування обладнання: надути структуру шляхом повороту необхідних клапанів і запуску нагнітача; - Відбір та доставка проб: знайти розташування зони із ознаками наявності екстремофілів, відібрати зразки та доставити їх на базову станцію для подальшого аналізування. - Долання територій: керуючи марсоходом дистанційно, подолати кам'янисті гряди, річкові яри та круті пагорби у заданих місцях, проходячи через «ворота» у заданому напрямку; | 1     | Білостоцька політехніка                      | Польща  |
| 2014 | - Рятувальна місія: доставити інструменти «астронавтам», включаючи ретранслятор, щоб надати можливість передати радіосигнал астронавту, який є за межами прямого радіозв'язку; - Обслуговування обладнання: надути структуру шляхом повороту необхідних клапанів і запуску нагнітача; - Відбір та доставка проб: знайти розташування зони із ознаками наявності екстремофілів, відібрати зразки та доставити їх на базову станцію для подальшого аналізування. - Долання територій: керуючи марсоходом дистанційно, подолати кам'янисті гряди, річкові яри та круті пагорби у заданих місцях, проходячи через «ворота» у заданому напрямку; | 2     | Міссурійський університет наук і технологій  | США     |
| 2014 | - Рятувальна місія: доставити інструменти «астронавтам», включаючи ретранслятор, щоб надати можливість передати радіосигнал астронавту, який є за межами прямого радіозв'язку; - Обслуговування обладнання: надути структуру шляхом повороту необхідних клапанів і запуску нагнітача; - Відбір та доставка проб: знайти розташування зони із ознаками наявності екстремофілів, відібрати зразки та доставити їх на базову станцію для подальшого аналізування. - Долання територій: керуючи марсоходом дистанційно, подолати кам'янисті гряди, річкові яри та круті пагорби у заданих місцях, проходячи через «ворота» у заданому напрямку; | 3     | Ряшівська політехніка ім. Ігнатія Лукасевича | Польща  |
| 2015 | - Рятувальна місія: доставити інструменти «астронавтам», включаючи ретранслятор, щоб надати можливість передати радіосигнал астронавту, який є за межами прямого радіозв'язку; - Обслуговування обладнання: надути структуру шляхом повороту необхідних клапанів і увімкнення нагнітача; - Відбір та доставка проб:відібрати геологічні зразки та доставити їх на базову станцію для подальшого аналізування. - Долання територій: керуючи марсоходом дистанційно, подолати кам'янисті гряди, річкові яри та круті пагорби у заданих місцях, проходячи через «ворота» у заданому напрямку; | 1     | Ряшівська політехніка ім. Ігнатія Лукасевича | Польща  |
| 2015 | - Рятувальна місія: доставити інструменти «астронавтам», включаючи ретранслятор, щоб надати можливість передати радіосигнал астронавту, який є за межами прямого радіозв'язку; - Обслуговування обладнання: надути структуру шляхом повороту необхідних клапанів і увімкнення нагнітача; - Відбір та доставка проб:відібрати геологічні зразки та доставити їх на базову станцію для подальшого аналізування. - Долання територій: керуючи марсоходом дистанційно, подолати кам'янисті гряди, річкові яри та круті пагорби у заданих місцях, проходячи через «ворота» у заданому напрямку; | 2     | Університет Бригам Янг                       | США     |
| 2015 | - Рятувальна місія: доставити інструменти «астронавтам», включаючи ретранслятор, щоб надати можливість передати радіосигнал астронавту, який є за межами прямого радіозв'язку; - Обслуговування обладнання: надути структуру шляхом повороту необхідних клапанів і увімкнення нагнітача; - Відбір та доставка проб:відібрати геологічні зразки та доставити їх на базову станцію для подальшого аналізування. - Долання територій: керуючи марсоходом дистанційно, подолати кам'янисті гряди, річкові яри та круті пагорби у заданих місцях, проходячи через «ворота» у заданому напрямку; | 3     | Вроцлавська політехніка                      | Польща  |
| 2016 | - Допомога астронавтам: зібрати необхідні інструменти, відшукати проблемних «астронавтів» та доставити їм інструменти - Обслуговування обладнання: за допомогою гнучкого троса із карабіном, відбуксирувати каністру із паливом до устаткування, відкрити кришку паливного бака, заправити обладнання, від'єднати порожній балон із окиснювачем, під єднати заправлений балон та запустити двигун обладнання; - Відбір та доставка проб: відшукати зону для відібирання геологічних зразків за результатами аналізу проб бортовими засобами, відібрати зразки та доставити їх на базову станцію для подальшого аналізування. - Долання територій: керуючи марсоходом дистанційно, подолати кам'янисті гряди, річкові яри та круті пагорби у заданих місцях, проходячи через «ворота» фіксованої ширини у заданому напрямку; | 1     | Ряшівська політехніка ім. Ігнатія Лукасевича | Польща  |
| 2016 | - Допомога астронавтам: зібрати необхідні інструменти, відшукати проблемних «астронавтів» та доставити їм інструменти - Обслуговування обладнання: за допомогою гнучкого троса із карабіном, відбуксирувати каністру із паливом до устаткування, відкрити кришку паливного бака, заправити обладнання, від'єднати порожній балон із окиснювачем, під єднати заправлений балон та запустити двигун обладнання; - Відбір та доставка проб: відшукати зону для відібирання геологічних зразків за результатами аналізу проб бортовими засобами, відібрати зразки та доставити їх на базову станцію для подальшого аналізування. - Долання територій: керуючи марсоходом дистанційно, подолати кам'янисті гряди, річкові яри та круті пагорби у заданих місцях, проходячи через «ворота» фіксованої ширини у заданому напрямку; | 2     | Університет штату Вашингтон                  | США     |
| 2016 | - Допомога астронавтам: зібрати необхідні інструменти, відшукати проблемних «астронавтів» та доставити їм інструменти - Обслуговування обладнання: за допомогою гнучкого троса із карабіном, відбуксирувати каністру із паливом до устаткування, відкрити кришку паливного бака, заправити обладнання, від'єднати порожній балон із окиснювачем, під єднати заправлений балон та запустити двигун обладнання; - Відбір та доставка проб: відшукати зону для відібирання геологічних зразків за результатами аналізу проб бортовими засобами, відібрати зразки та доставити їх на базову станцію для подальшого аналізування. - Долання територій: керуючи марсоходом дистанційно, подолати кам'янисті гряди, річкові яри та круті пагорби у заданих місцях, проходячи через «ворота» фіксованої ширини у заданому напрямку; | 3     | Вроцлавський університет                     | Польща  |

## Галерея

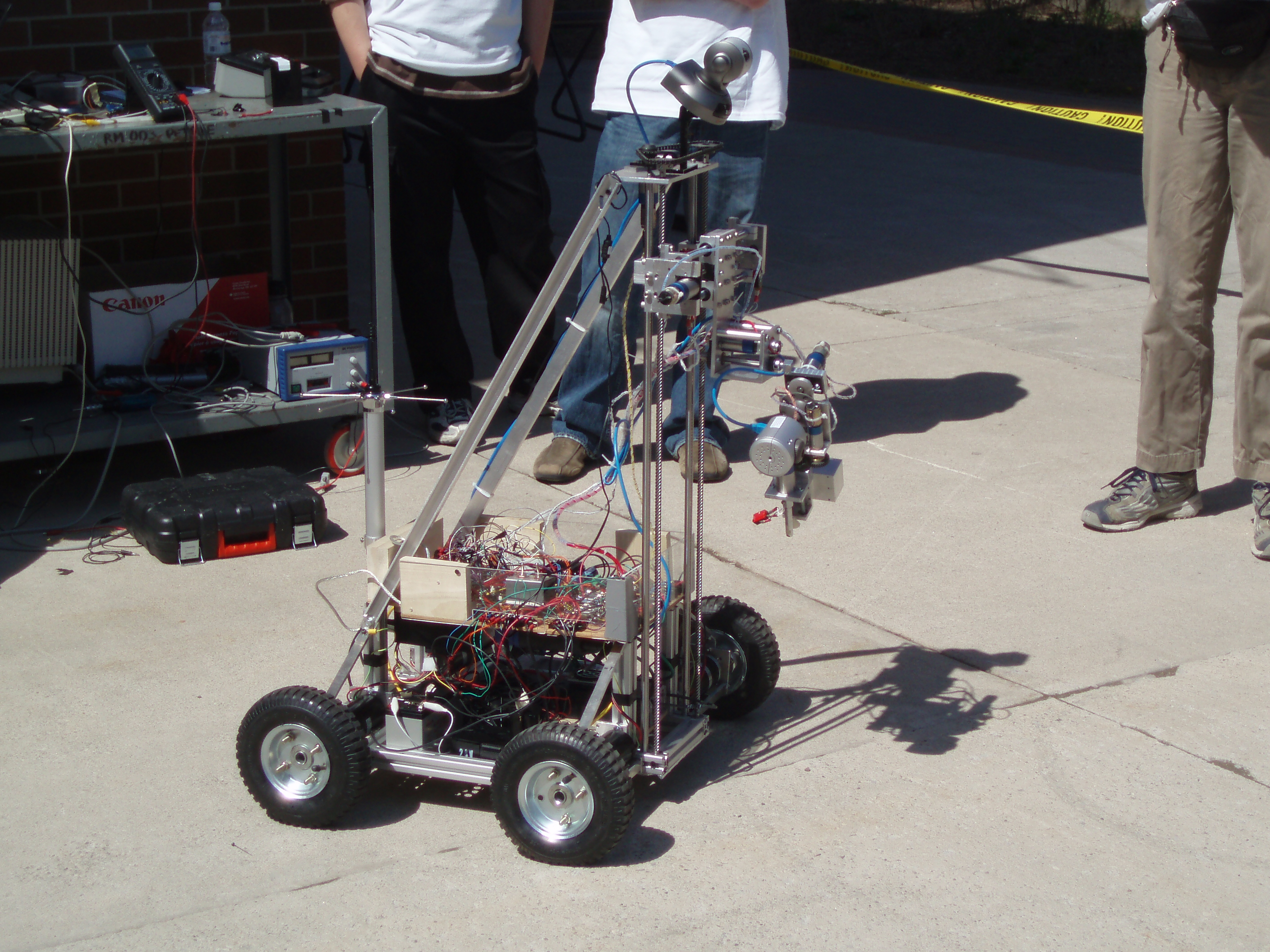
York University Rover, ІІІ місце, 2008, Йоркський університет
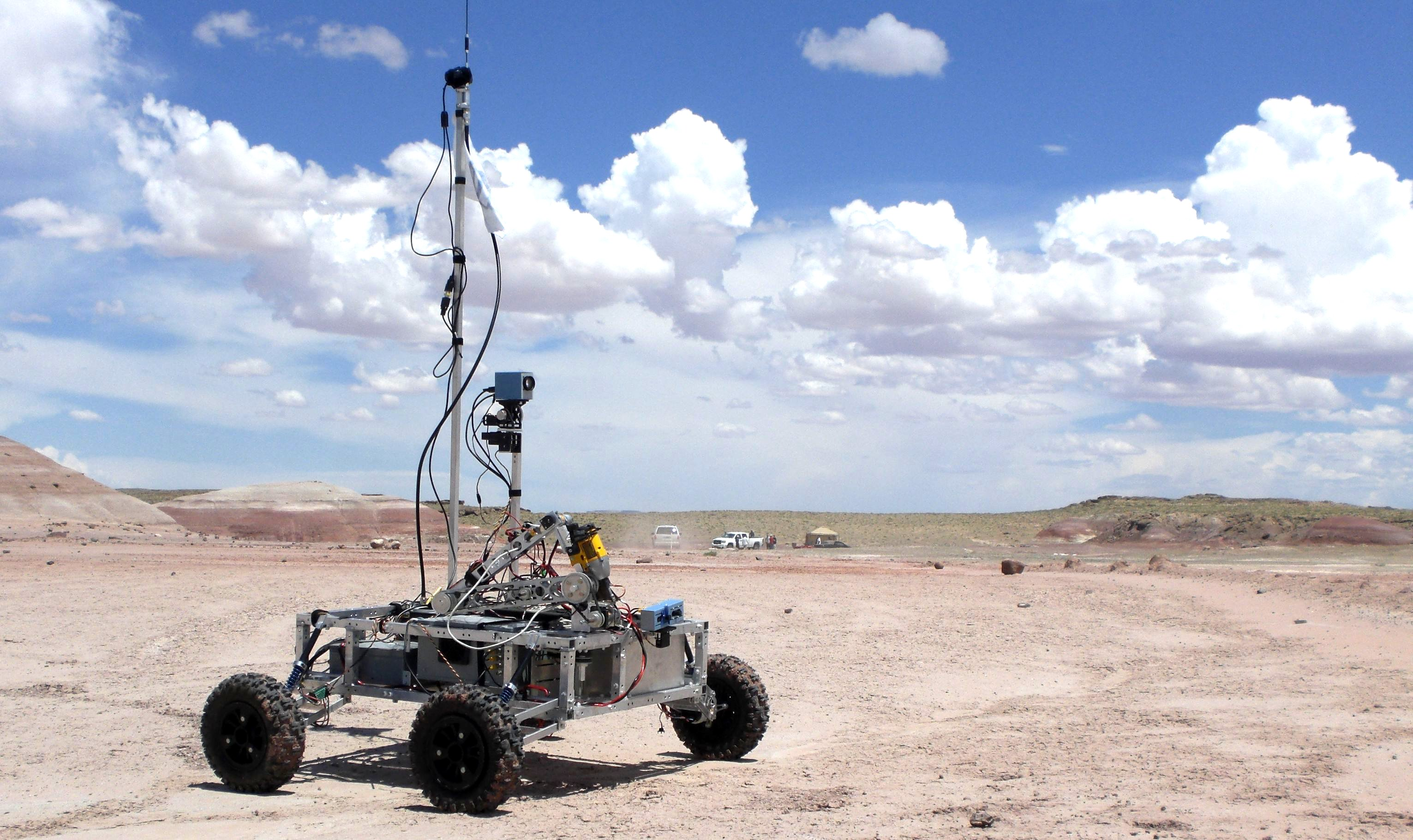
BYU Mars Rover 2.1, ІІ місце, 2009, Університет Бригам Янг
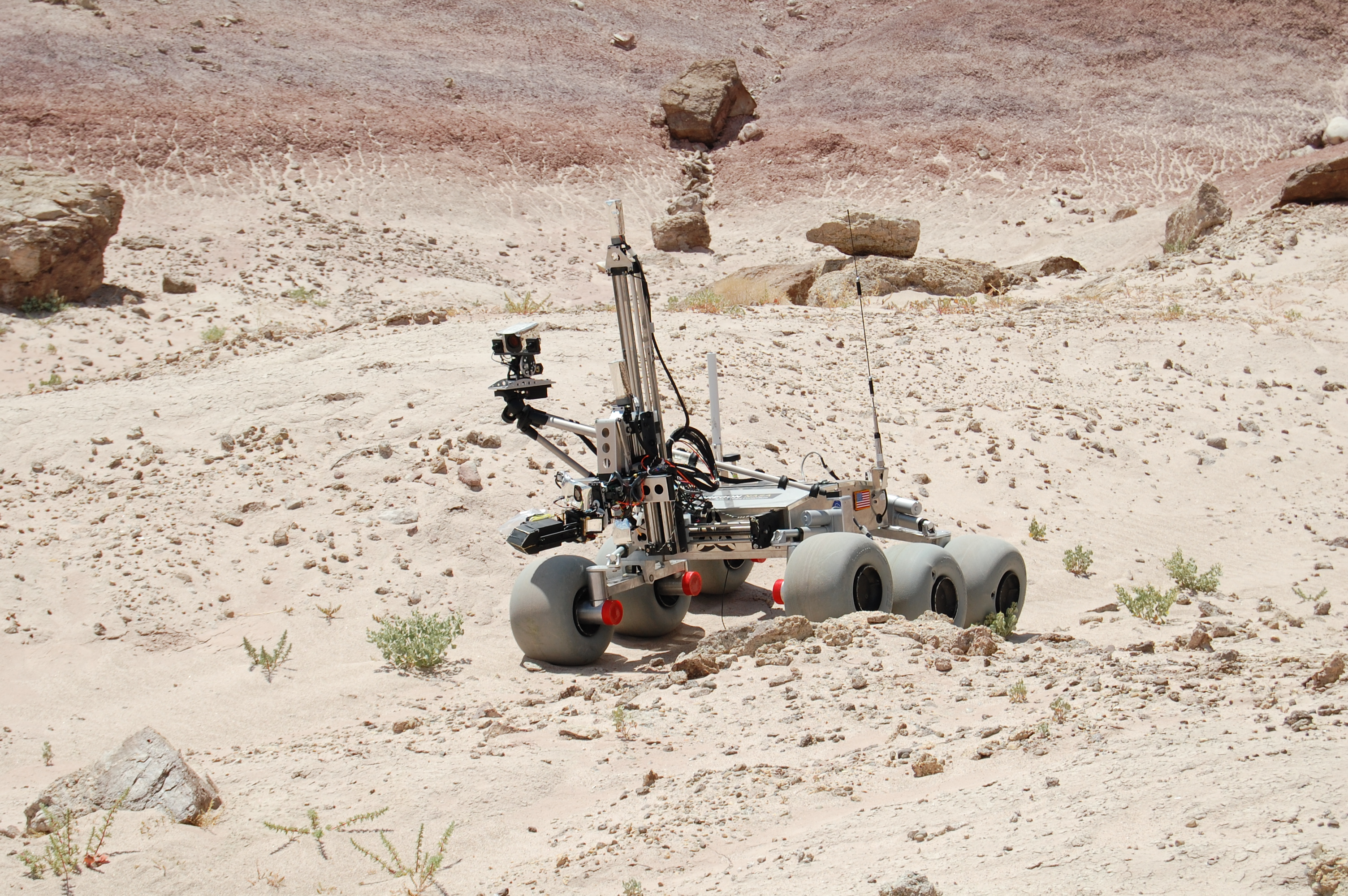
Oregon Mars Rover 3.0, І місце, 2010, Університет штату Орегон
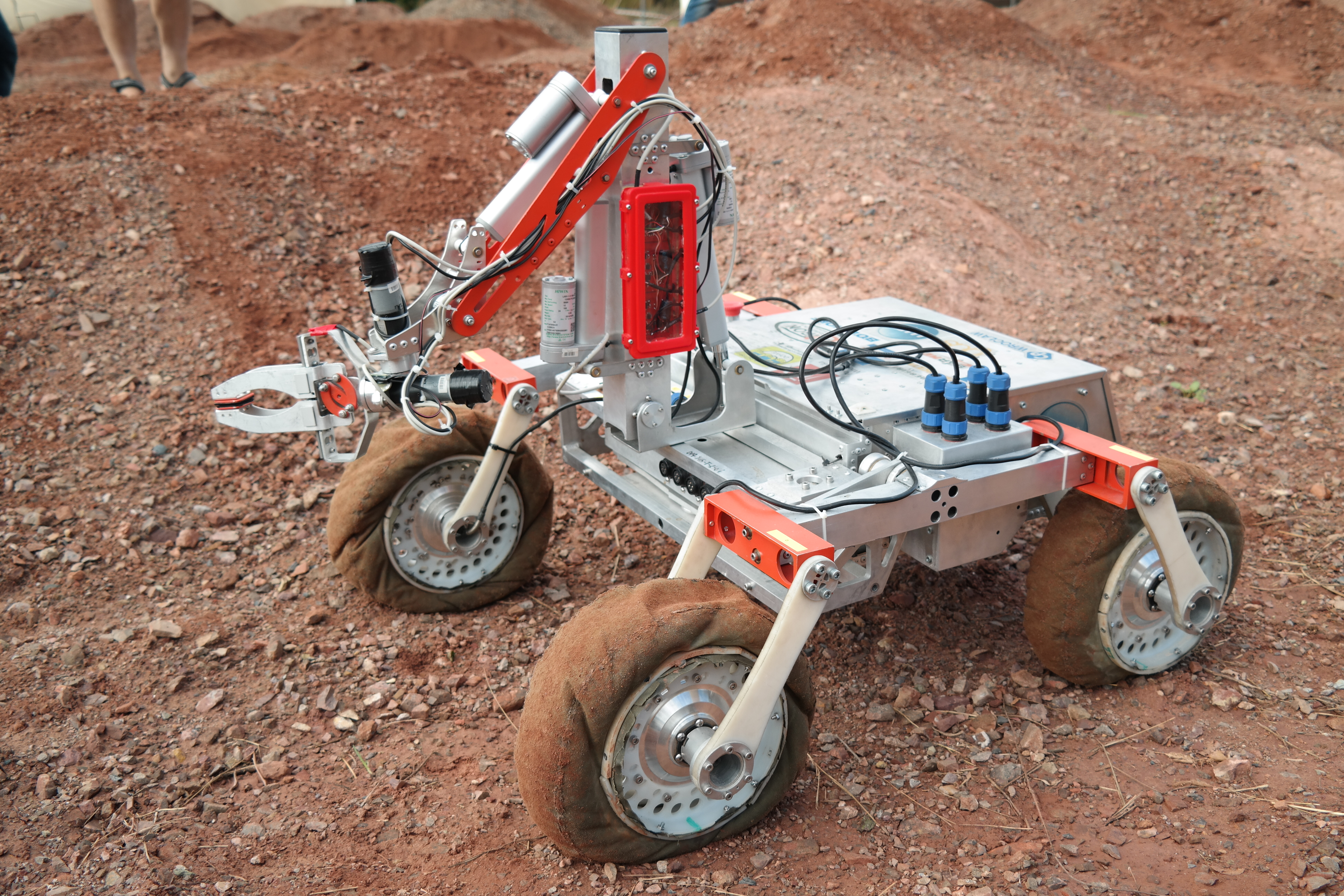
Scorpio IV, ІІІ місце 2015, Вроцлавська політехніка
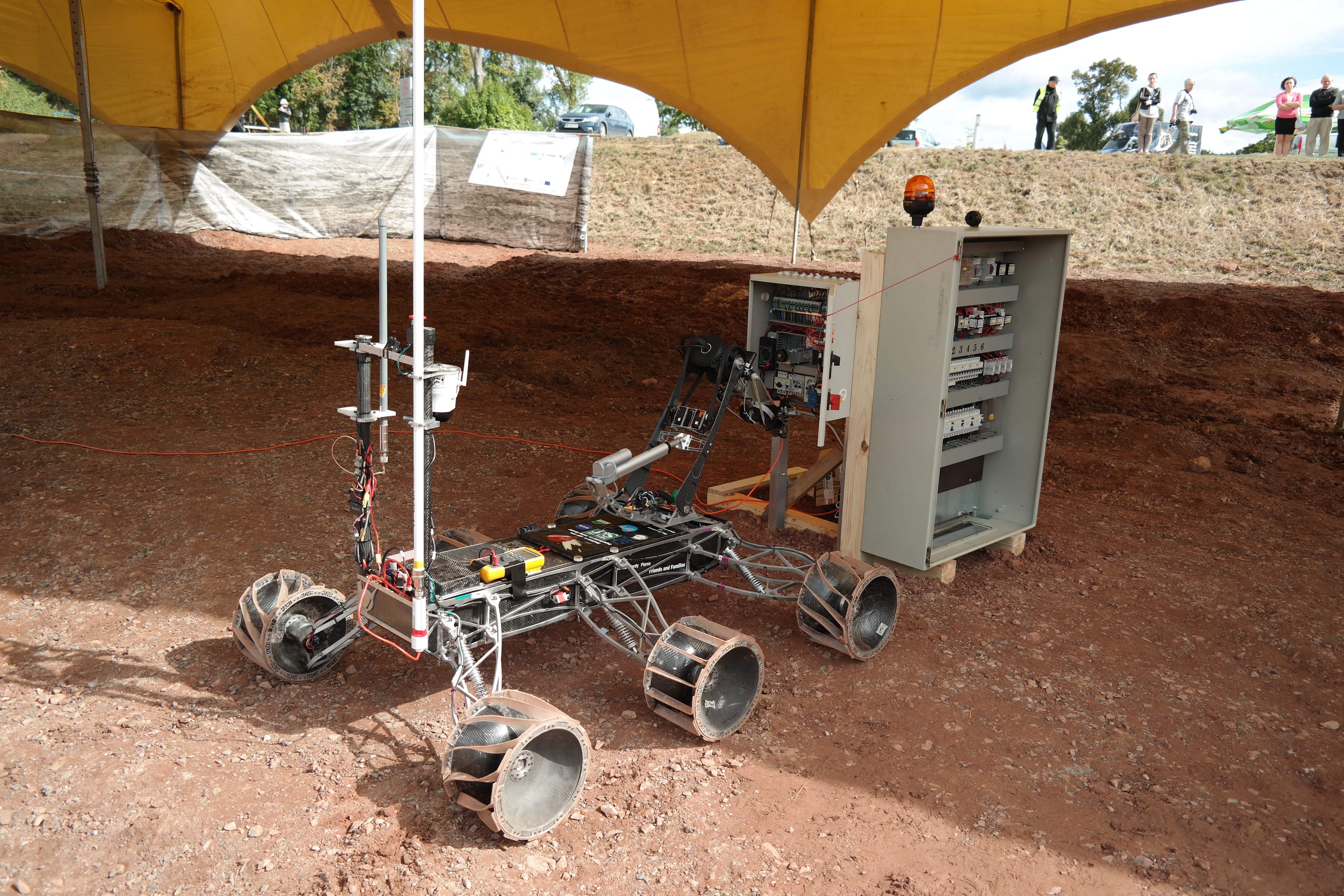
Mars Rover Design Team, 5 місце, 2015, Міссурійський університет наук і технологій

## Рейтинг команд за останні три роки
Наведений нижче рейтинг обчислено тільки для тих команд, які брали участь у змаганнях протягом останніх трьох років (2014—2015) і враховує тільки сумарну кількість балів, які набирали команди за ці роки, та не враховує рейтинг за здобутими призовими місцями.
| Команда/марсохід                             | Університет                                                 | Призові місця | Призові місця | Призові місця | Рейтинг | Країна         |
| Команда/марсохід                             | Університет                                                 | I             | II            | III           | Рейтинг | Країна         |
| -------------------------------------------- | ----------------------------------------------------------- | ------------- | ------------- | ------------- | ------- | -------------- |
| Legendary Rover Team                         | Ряшівська політехніка ім. Ігнатія Лукасевича                |               |               |               | 1250,3  | Польща         |
| Hyperion Team                                | Білостоцька політехніка                                     |               |               |               | 1025,3  | Польща         |
| Project Pioneer                              | Університет Бригам Янг                                      |               |               |               | 945     | США            |
| Mars Rover Design Team                       | Міссурійський університет наук і технологій                 |               |               |               | 919     | США            |
| PCz Rover Team                               | Ченстоховська політехніка                                   |               |               |               | 784     | Польща         |
| Rudra, SRM University                        | Університет SRM                                             |               |               |               | 749     | Індія          |
| Cornell Mars Rover                           | Корнелльський університет                                   |               |               |               | 730     | США            |
| University of Saskatchewan Space Design Team | Саскачеванський університет                                 |               |               |               | 681,5   | Канада         |
| Queen's Space Engineering Team               | Університет Квінз                                           |               |               |               | 666,8   | Канада         |
| YURA                                         | Єльський університет                                        |               |               |               | 605     | США            |
| Scorpio 3                                    | Вроцлавська політехніка                                     |               |               |               | 580     | Польща         |
| ERIS Project                                 | Варшавська політехніка                                      |               |               |               | 456,5   | Польща         |
| Robotics for Space Exploration               | Університет Торонто                                         |               |               |               | 452,75  | Канада         |
| Mongol Barota                                | Військовий інститут наук і технологій                       |               |               |               | 433     | Бангладеш      |
| Michigan Mars Rover Team                     | Мічиганський університет                                    |               |               |               | 387     | США            |
| WSU Everett Engineering Club                 | Університет штату Вашингтон                                 |               |               |               | 368     | США            |
| Continuum                                    | Вроцлавський університет                                    |               |               |               | 345,5   | Польща         |
| Pharaohs                                     | Військовий технічний коледж                                 |               |               |               | 339     | Єгипет         |
| Raptors                                      | Лодзька політехніка                                         |               |               |               | 334     | Польща         |
| McGill Robotics                              | Університет Макгілла                                        |               |               |               | 327,4   | Канада         |
| Husky Robotics                               | Університет штату Вашингтон                                 |               |               |               | 321     | США            |
| Titan Rover                                  | Університет штату Каліфорнія в Фуллертоні                   |               |               |               | 283,7   | США            |
| KMC Robo Physicists                          | Делійський університет                                      |               |               |               | 264,5   | Індія          |
| ROVATA                                       | Чхунчхонський університет                                   |               |               |               | 255     | Південна Корея |
| Hindustan Mars Rover                         | Індостанський університет                                   |               |               |               | 244,5   | Індія          |
| R.O.V.E.R. Society at UTA                    | Університет штату Техас в Арлінгтоні                        |               |               |               | 241,5   | США            |
| MAVRIC                                       | Університет штату Айова                                     |               |               |               | 238     | США            |
| Project ARMES                                | Йоркський університет                                       |               |               |               | 224     | Канада         |
| Wisconsin Robotics                           | Університет Вісконсин-Медісон                               |               |               |               | 214.8   | США            |
| Interplanetar                                | Бангладешський університет інженерних розробок і технологій |               |               |               | 213     | Бангладеш      |
| Lunar & Martian Rover's Team                 | Каїрський університет & Військовий технічний коледж         |               |               |               | 203     | Єгипет         |
| Space Systems Technology Laboratory          | Каїрський університет                                       |               |               |               | 198.5   | Єгипет         |
| SJSU Robotics                                | Університет штату Каліфорнія в Сан-Хосе                     |               |               |               | 188.3   | США            |
| Mars Rover Manipal                           | Маніпельський університет                                   |               |               |               | 186     | Індія          |
| AIUB Robotic Crew                            | Американський міжнародний університет - Бангладеш           |               |               |               | 183.3   | Бангладеш      |
| SKA Robotics                                 | Варшавська політехніка                                      |               |               |               | 152.3   | Польща         |
| Dubotics                                     | Університет штату Вашингтон                                 |               |               |               | 127,5   | США            |
| The Rover Boyz                               | Університет Амріта Вішва Відьяпітхем                        |               |               |               | 122     | Індія          |
| Team Chronos                                 | Кочінський університет наук і технологій                    |               |               |               | 81      | Індія          |
| Incredible Aryans                            | Інженерний коледж Пурніма у Джайпурі                        |               |               |               | 67      | Індія          |